# Фуюй (Цицикар)
Фую́й (кит. упр. 富裕, пиньинь Fùyù) — уезд городского округа Цицикар провинции Хэйлунцзян (КНР). Название уезда является одним из вариантов китайской транскрипции названия протекающей по территории уезда реки Уюй.

## История
В 1931 году Маньчжурия была оккупирована японскими войсками. В 1932 году было образовано марионеточное государство Маньчжоу-го. В октябре 1933 года властями Маньчжоу-го был образован уезд Фуюй.
С августа 1958 года уезд Фуюй находился в составе Специального района Нэньцзян (嫩江专区, впоследствии — Нэньцзянского округа (嫩江地区)), а когда он в 1960—1961 был временно ликвидирован — подчинялся непосредственно Цицикару. Когда в 1985 году Нэньцзянский округ был расформирован, Фуюй стал уездом городского округа Цицикар.

## Население
В 1755—1757 гг. сюда были переселены Фуюйские кыргызы, поэтому в регионе преобладает Фуюйско-кыргызский язык.
Также в уезде имеется деревня Саньцзяцзы (кит. упр. 三家子, пиньинь Sānjiāzi, буквально: «три семейства»); (маньчжурский:ᡳᠯᠠᠨ
ᠪᠣᠣ,: ilan boo), которая является одной из немногих деревень, чьи пожилые жители считаются одними из последних носителей маньчжурского языка.

## Административное деление
Уезд Фуюй делится на 5 посёлков и 5 волостей.
| №  | Название   | Название (кит.) | Статус  | Население чел. (2010) | На карте                         |
| -- | ---------- | --------------- | ------- | --------------------- | -------------------------------- |
| 1  | Фуюй       | 富裕镇          | поселок | 82756                 | 47°47′41″ с. ш. 124°27′42″ в. д. |
| 2  | Фулу       | 富路镇          | поселок | 29377                 | 47°38′34″ с. ш. 124°40′22″ в. д. |
| 3  | Юи         | 友谊乡          | волость | 25294                 | 47°47′41″ с. ш. 124°28′53″ в. д. |
| 4  | Таха       | 塔哈乡          | волость | 22314                 | 47°33′26″ с. ш. 124°13′00″ в. д. |
| 5  | Эрдаовань  | 二道湾镇        | поселок | 20939                 | 47°57′32″ с. ш. 124°32′07″ в. д. |
| 6  | Фухай      | 富海镇          | поселок | 18896                 | 47°52′12″ с. ш. 124°51′26″ в. д. |
| 7  | Фаньжун    | 繁荣乡          | волость | 17289                 | 47°23′20″ с. ш. 124°36′16″ в. д. |
| 8  | Шаовэнь    | 绍文乡          | волость | 15359                 | 47°32′05″ с. ш. 124°53′48″ в. д. |
| 9  | Лунъаньцяо | 龙安桥镇        | поселок | 14105                 | 47°31′18″ с. ш. 124°26′39″ в. д. |
| 10 | Чжунхоу    | 忠厚乡          | волость | 13117                 | 47°57′16″ с. ш. 124°49′21″ в. д. |

## Соседние административные единицы
Уезд Фуюй на востоке граничит с уездом Иань, на севере — с городским уездом Нэхэ, на северо-западе — с уездом Ганьнань, на западе — с Мэйлисы-Даурским национальным районом, на юго-западе — с районами Цзяньхуа и Тефэн, на юге — с городским округом Дацин.

## Экономика
В основном сельское хозяйство: растениеводство и животноводство. Производство бумаги, ликёров и молока.

## Транспорт
В уезде проходит национальное шоссе Годао 111.